# Le Thuit-de-l'Oison
Le Thuit-de-l'Oison es una comuna nueva francesa situada en el departamento de Eure, de la región de Normandía.

## Historia
Fue creada el 1 de enero de 2016, en aplicación de una resolución del prefecto de Eure de 14 de octubre de 2015 con la unión de las comunas de Le Thuit-Anger, Le Thuit-Signol y Le Thuit-Simer, pasando a estar el ayuntamiento en la antigua comuna de Le Thuit-Signol.

## Demografía
| Gráfica de evolución demográfica de Le Thuit-de-l'Oison entre 1800 y 2013 |
|                                                                           |

Los datos entre 1800 y 2013 son el resultado de sumar los parciales de las tres comunas que forman la nueva comuna de Le Thuit-de-l'Oison, cuyos datos se han cogido de 1800 a 1999, para las comunas de Le Thuit-Anger, Le Thuit-Signol y Le Thuit-Simer de la página francesa EHESS/Cassini. Los demás datos se han cogido de la página del INSEE.

## Composición
| Comuna delegada | Código INSEE | Población (2013) | Superficie (km²) | Densidad (hab./km²) |
| --------------- | ------------ | ---------------- | ---------------- | ------------------- |
| Le Thuit-Anger  | 27636        | 644              | 3.03             | 213                 |
| Le Thuit-Signol | 27638        | 2273             | 9.81             | 232                 |
| Le Thuit-Simer  | 27639        | 458              | 2.74             | 167                 |